# Rated PG
Albums de Peter Gabriel
Live Blood
(2012) I/O
(2022)
Compilations de Peter Gabriel
Hit/Miss
(2003)
Rated PG est un album compilation de Peter Gabriel sorti le 13 avril 2019 par le label Real World Records.

## Présentation
Cette compilation regroupe les chansons de Peter Gabriel qui ont été utilisées dans des trames sonores de films. Le titre de la collection, où l'on remarque les initiales du chanteur, rappelle aussi le référencement cinématographique du « Parental Guidance Suggested », signifiant que la surveillance d'un parent est suggérée.
À sa sortie, cette collection n'était disponible uniquement qu'en format 33 tours « picture-disc » en édition limitée et numérotée publiée à l'occasion du Record Store Day, le 13 avril 2019. Elle a été distribuée en téléchargement à partir du 29 avril 2019 et sera mise en vente en versions CD et vinyle noir 180 grammes l'année suivante, le 12 juin 2020.
Ces chansons sont écrites ou coécrites par Gabriel, sauf pour That’ll Do de Randy Newman et The Book of Love de Stephin Merritt du groupe The Magnetic Fields cette dernière en version différente de celle qui apparaissait sur son album de reprises Scratch My Back. Bien que In Your Eyes soit tirée de So, elle est ici dans sa version entendue dans le film mais qui n'a jamais été publiée auparavant; la bande-son, commercialisée au moment de la sortie du film, utilisait la version d'origine. This Is Party Man et Taboo sont en versions différentes que celles qui apparaissent sur les bandes originales des deux films. Everybird, Speak et Nocturnal sont disponibles sur disque ici pour la première fois.
Une dizaine d'autres titres inédits n'ont pas été retenus pour cette compilation.
La nouvelle version de This Is Party Man, qui comprend des paroles supplémentaires, a été sortie en single téléchargeable pour promouvoir l'album. La version remastérisée de la chanson originelle l'accompagne. En juillet, la vidéo de la chanson Everybird, utilisant des images tirées de son film d'origine, est mise en ligne.

## Liste des chansons
Toutes les chansons sont de Peter Gabriel, sauf indication contraires. L'astérisque dénote des titres inédits et le symbole ≈, des versions différentes de chansons déjà publiées. 
| 1.  | That’ll Do (Randy Newman)                                       | Babe 2: Pig in the City      | 3:55 |
| 2.  | Down to Earth (Peter Gabriel et Thomas Newman)                  | Wall-E                       | 5:58 |
| 3.  | This Is Party Man (Peter Gabriel, George Acogny et Tori Amos) ≈ | Virtuosity                   | 6:36 |
| 4.  | The Book of Love (Stephin Merritt) ≈                            | Shall We Dance?              | 3:38 |
| 5.  | Taboo (Nusrat Fateh Ali Khan et Peter Gabriel) ≈                | Natural Born Killers         | 5:47 |
| 6.  | Everybird *                                                     | Birds Like Us (en)           | 4:24 |
| 7.  | Walk Through the Fire                                           | Against All Odds             | 4:03 |
| 8.  | Speak (Bol) *                                                   | The Reluctant Fundamentalist | 6:33 |
| 9.  | Nocturnal *                                                     | Les Morsures de l'aube       | 3:47 |
| 10. | In Your Eyes ≈                                                  | Say Anything...              | 5:07 |